# Erjon Hoti
Erjon Hoti (Scutari, 8 maggio 1983) è un ex calciatore albanese, difensore.

## Carriera

### Club
Ha militato nel Vllaznia dal 2003 fino al 2009.